# Lista de presidentes de Trindade e Tobago
O presidente é o chefe de estado de Trindade e Tobago. Esta é a lista dos presidentes de Trindade e Tobago após 1976.
| Nome                             | Início do mandato   | Fim do mandato      |
| -------------------------------- | ------------------- | ------------------- |
| Ellis Clarke                     | 1 de agosto de 1976 | 13 de março de 1987 |
| Noor Hassanali                   | 19 de março de 1987 | 19 de março de 1997 |
| Arthur Napoleon Raymond Robinson | 19 de março de 1997 | 17 de março de 2003 |
| George Maxwell Richards          | 17 de março de 2003 | 18 de março de 2013 |
| Anthony Carmona                  | 18 de março de 2013 | 19 de março de 2018 |
| Paula-Mae Weekes                 | 19 de março de 2018 | 20 de março de 2023 |
| Christine Kangaloo               | 20 de março de 2023 | presente            |